# A-Train (costellazione di satelliti)

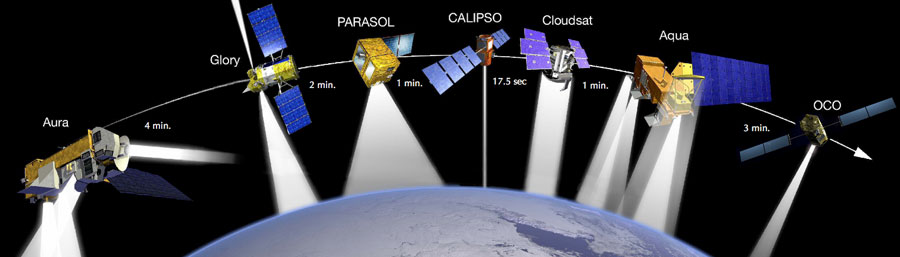
A-Train consiste di Quattro satelliti, con altri due mancati (Glory and OCO), ed uno non più presente nella costellazione (PARASOL).

A-train (Afternoon Train) è una costellazione satellitare di quattro satelliti francesi e statunitensi ruotanti su un'orbita eliosincrona ad un'altezza di circa 690 km sulla terra.
L'orbita, ad un'inclinazione di 98,14°, incrocia l'equatore ogni giorno verso le 13:30, ora solare, dando per questo il nome alla costellazione ("A" sta per afternoon;) e lo incrocia nuovamente sul lato notturno della Terra verso le 1:30.
I satelliti della costellazione sono distanziati di pochi minuti l'uno dall'altro, così che le loro osservazioni possano essere utilizzate in modo combinato per ottenere immagini ad alta definizione tridimensionale dell'atmosfera e della superficie terrestre.

## Satelliti

### Attivi
Il "treno", a giugno 2012, consisteva di cinque satelliti attivi:
- GCOM-W1 (SHIZUKU), satellite guida in formazione, lanciato da JAXA il 18 maggio 2012
- Aqua, viaggia 4 con minuti di ritardo rispetto a GCOM-W1, lanciato dalla NASA il 4 maggio 2002
- CloudSat, un'operazione congiunta fra NASA e l'Agenzia spaziale canadese, viaggia 2 minuti e 30 secondi dopo Aqua, lanciato insieme a CALIPSO il 28 aprile 2006
- CALIPSO, un'operazione congiunta fra NASA e CNES, segue CloudSat dopo non più di 15 secondi, lanciato il 28 aprile 2006
- Aura, un satellite multi-nazionale, segue Aqua di 15 minuti, attraversando l'equatore 8 minuti dopo a causa del diverso percorso orbitale per consentire la sinergia con Aqua, lanciato dalla NASA il 15 luglio 2004

### Passati
- PARASOL (Polarization and Anisotropy of Reflectances for Atmospheric Sciences coupled with Observations from a Lidar),[4] lanciato da CNES il 18 dicembre 2004; spostato su un'orbita più bassa il 2 dicembre 2009[5]

### Lanci falliti
- OCO,[6] distrutto dal collasso del veicolo di lancio il 24 febbraio 2009;[7] avrebbe preceduto Aqua di 15 minuti
- Glory,[8] perduto per il fallimento del razzo di lancio Taurus XL il 4 marzo 2011; avrebbe orbitato fra CALIPSO ed Aura